# Koewarasan
Koewarasan est un ressort du Suriname, situé dans le district de Wanica. Lors du recensement de 2012, Koewarasan comptait 27 713 habitants. Il est situé à l'ouest de Paramaribo et est principalement une zone suburbaine. La municipalité est fondée en 1939 et vise à l'origine à accueillir les colons de Java. Toutefois, en raison de la Seconde Guerre mondiale, un seul groupe de javanais a pu arriver dans la localité. La majorité de la population est aujourd'hui de descendance indienne. Avant 1939, Koewarasan était une zone agricole destinée à la culture du riz.